# Malapterurus

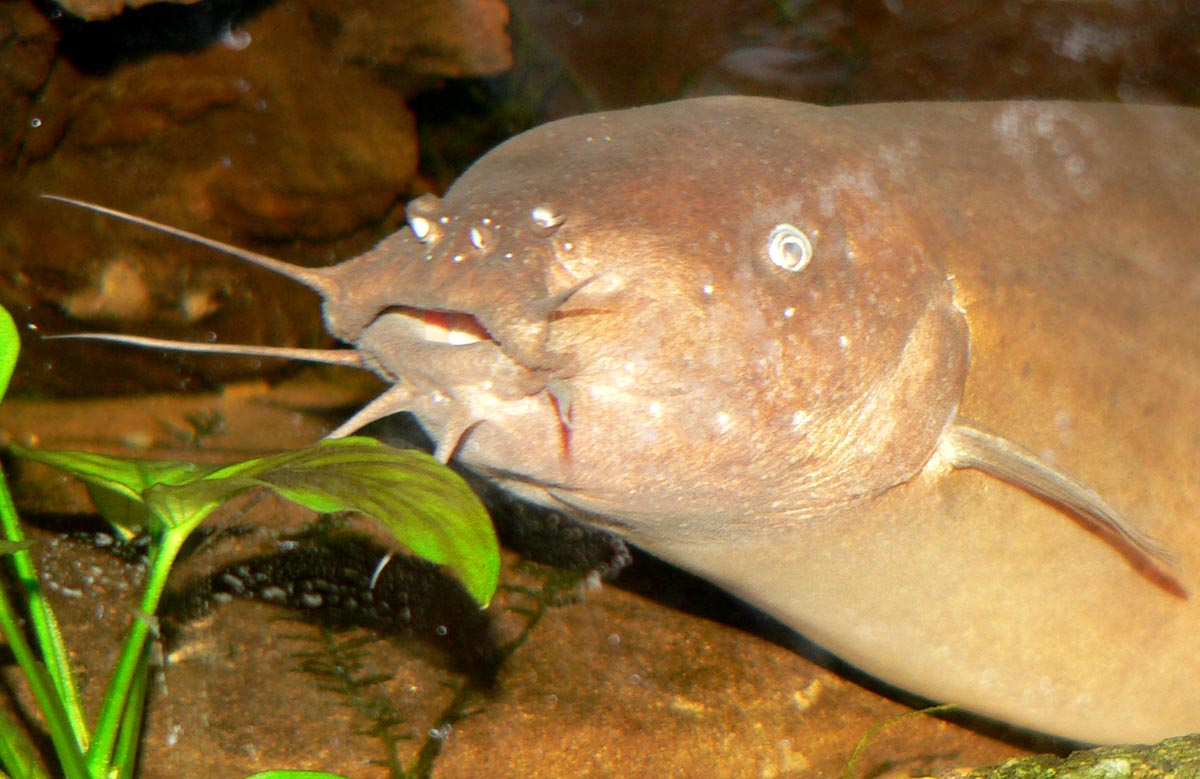
Malapterurus electricus

Malapterurus és un gènere de peixos de la família dels malapterúrids i de l'ordre dels siluriformes.

## Morfologia
- Malapterurus electricus n'és l'espècie més grossa amb 122 cm de llargària total i 20 kg de pes.[2]
- Cos allargat i cilíndric que els dona l'aparença general d'una salsitxa.
- Musell arrodonit i amb fosses nasals molt distants entre si.
- Les obertures branquials són estretes i restringides als costats.
- Tenen tres parells de barbetes sensorials.
- Absència d'aleta dorsal.
- Les aletes pectorals, pèlviques i caudal són arrodonides.
- Ulls petits.
- Tenen taques irregulars distribuïdes irregularment als costats del cos.[3]

## Hàbitat
Es troben generalment entre les pedres i les arrels de les aigües tèrboles amb baixa visibilitat.

## Distribució geogràfica
Àrees de clima tropical de l'Àfrica Occidental i Central (incloent-hi els rius Níger, Sanaga, Senegal, Congo i Zambesi, i els llacs Albert, Txad, Tanganyika i Turkana), i al riu Nil.

## Observacions
Pel que fa a Malapterurus electricus, les seues descàrregues elèctriques no són mortals per als humans. A més, és una espècie que es consumeix com a aliment en algunes parts d'Àfrica i, de vegades, també és conegut com a peix d'aquari.

## Taxonomia
- Malapterurus barbatus (Norris, 2002)
- Malapterurus beninensis (Murray, 1855)
- Malapterurus cavalliensis (Roberts, 2000)[4]
- Malapterurus electricus (Gmelin, 1789).[5][6][7][8]
- Malapterurus gossei (Norris, 2002)
- Malapterurus leonensis (Roberts, 2000)[4]
- Malapterurus melanochir (Norris, 2002)[9]
- Malapterurus microstoma (Poll & Gosse, 1969)[10]
- Malapterurus minjiriya (Sagua, 1987)
- Malapterurus monsembeensis (Roberts, 2000)[4]
- Malapterurus murrayi (Norris, 2002)
- Malapterurus occidentalis (Norris, 2002)[9]
- Malapterurus oguensis (Sauvage, 1879)
- Malapterurus polli (Norris, 2002)
- Malapterurus punctatus (Norris, 2002)
- Malapterurus shirensis (Roberts, 2000)[4]
- Malapterurus stiassnyae (Norris, 2002)
- Malapterurus tanganyikaensis (Roberts, 2000)[11]
- Malapterurus tanoensis (Roberts, 2000)[4]
- Malapterurus teugelsi (Norris, 2002)[9]
- Malapterurus thysi (Norris, 2002)
- Malapterurus zambezensis (Norris, 2002)[12][13][14][15][16][17][18]